# Landstede Hammers

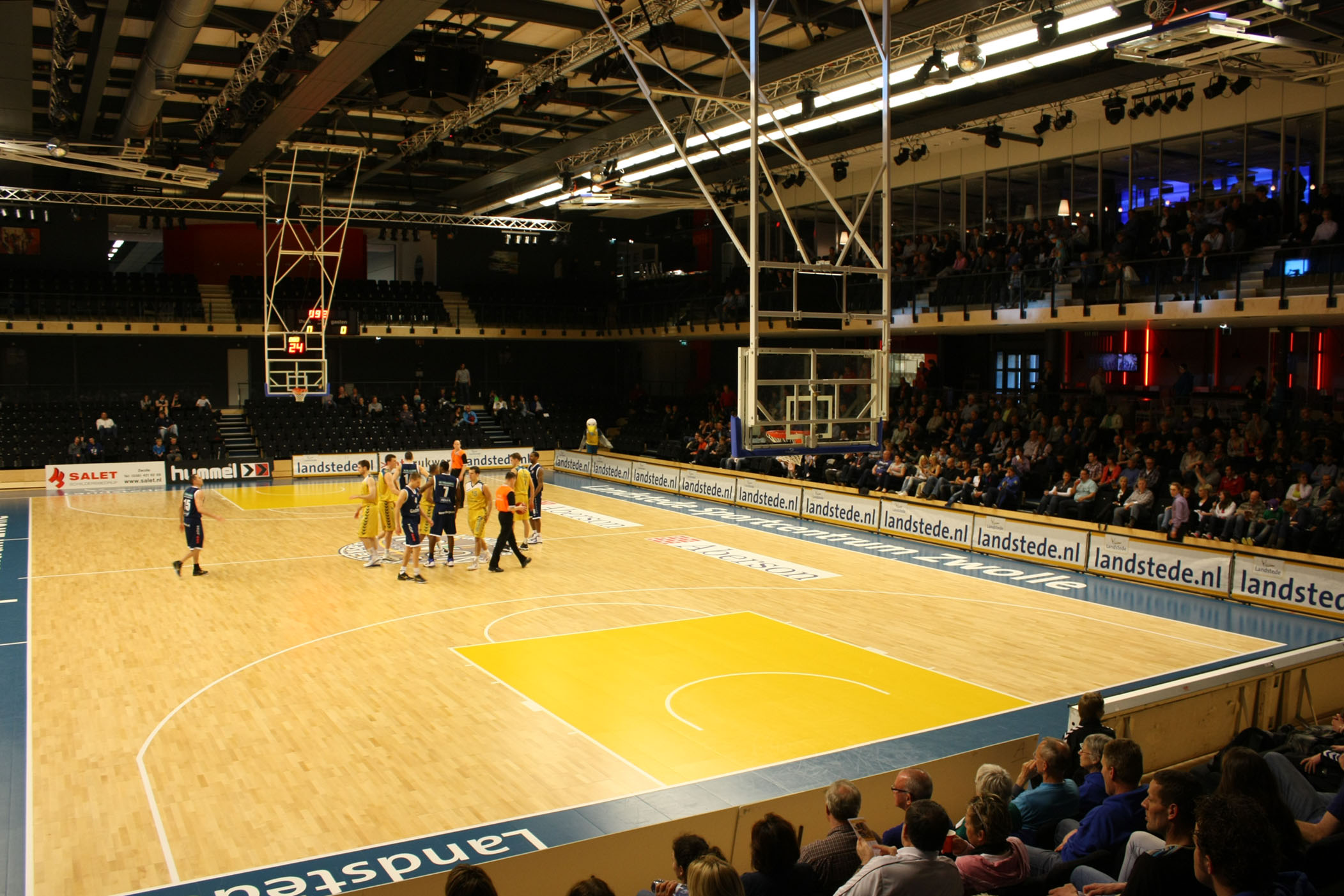
Een wedstrijd van Landstede Basketbal in 2011

Landstede Hammers is een Nederlandse basketbalvereniging uit Zwolle die speelt in de BNXT League, het hoogste nationale niveau. De club speelt haar thuiswedstrijden in het Landstede Sportcentrum, dat plaats biedt aan 1.200 mensen.

## Geschiedenis
Het huidige Landstede Basketbal vloeit voort uit Red Giants uit Meppel, dat sinds 1987 in de Eredivisie speelde. Op 25 april 1995 werd bekend dat de Meppelse club vanaf het seizoen 1996/1997 naar Zwolle zou verhuizen. De toenmalige sponsor, Byte, stopte ermee en de nieuwe sponsor, Cees Lubbers, wilde na een overgangsjaar de club verplaatsen. Ook de oude sporthal voldeed niet meer aan nieuwe eisen van de NBB. Landstede Basketbal bereikte voor het eerst in haar bestaan de finale van de Eredivisie in het seizoen 2004/05, er werd met 4–0 verloren van Ricoh Astronauts. Ook werd in dit seizoen de NBB-Bekerfinale bereikt, hierin legde Zwolle het met 83–78 af tegen MPC Capitals. In 2010 kreeg de club een nieuwe thuishaven in het nieuwe Landstede Sportcentrum. In het seizoen 2012/13 bereikte Landstede voor de tweede keer in de historie de finale van de NBB-Beker, waarin het verloor van EiffelTowers Den Bosch.
In het seizoen 2015/16 eindigde Landstede op de eerste plek in het Reguliere seizoen. In de play-offs bereikte Zwolle de finale, maar hierin verloor het met 4–1 van Donar. Het opvolgende seizoen verloor Landstede opnieuw de finale met 4–1 van Donar.
In 2017 won de club haar eerste prijs in de historie, in de Supercup won het 69–77 van Donar.
In 2019 won Landstede voor het eerst de landstitel in de Dutch Basketball League door Donar in de finale tijdens de best-of-7 series met 4–2 te verslaan.
Op 19 augustus 2019 maakte de club bekend vanaf het nieuwe seizoen weer Landstede Hammers te heten.

### Namen
Mede door de veranderende hoofdsponsors, heeft de club in het verleden meerdere namen gekend.
- 1996–1999: Cees Lubbers/The Hammers
- 1999–2000: Landstede The Hammers
- 2000–2019: Landstede Basketbal
- 2019–heden: Landstede Hammers

## Erelijst

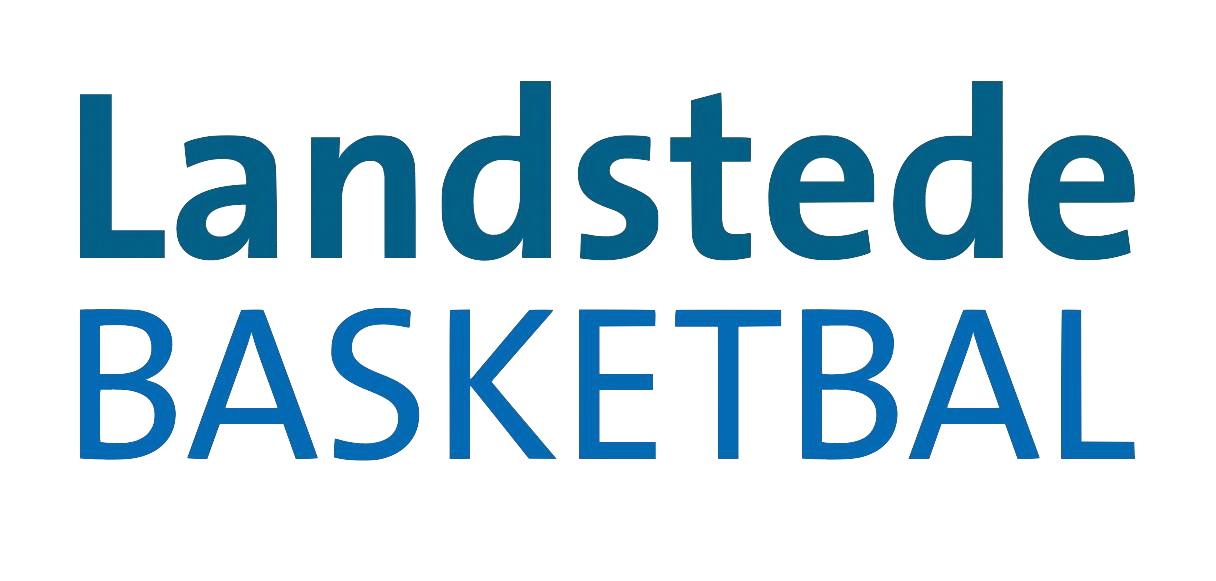
Landstede Basketbal logo tot 2019

| Competitie        | Winnaar | Winnaar    | Runner-up | Runner-up                                   |
| Competitie        | Aantal  | Jaren      | Aantal    | Jaren                                       |
| ----------------- | ------- | ---------- | --------- | ------------------------------------------- |
| Nationaal         |         |            |           |                                             |
| Landskampioen     | 1×      | 2018/19    | 3×        | 2004/05, 2015/16, 2016/17                   |
| NBB Beker         |         |            | 5×        | 2012/13, 2016/17, 2018/19, 2022/23, 2023/24 |
| Supercup          | 2×      | 2017, 2019 |           |                                             |
| Vriendschappelijk |         |            |           |                                             |
| Basketball Days   | 2×      | 2011, 2012 |           |                                             |

## Overzichtslijsten

### Eindklasseringen vanaf 1995/96
| 7 |

| 7 |

| 4 |

| 5 |

| 4 |

| 6 |

| 5 |

| 8 |

| 5 |

| 5 |

| 5 |

| 10 |

| 7 |

| 9 |

| 9 |

| 9 |

| 5 |

| 5 |

| 5 |

| 4 |

| 1 |

| 2 |

| 2 |

| 2 |

| 1 |

| 4 |

| 9 |

| 7 |

| 8 |

|  |

| Eredivisie (1995–2021) | BNXT League (2021–heden) |

- 1995 – 1999: Cees Lubbers/The Hammers
- 1999 – 2000: Landstede The Hammers
- 2000 – 2019: Landstede Basketbal
- 2019 – heden: Landstede Hammers

### Seizoensoverzichten
| Eredivisie / Dutch Basketball League | Eredivisie / Dutch Basketball League | Eredivisie / Dutch Basketball League | Eredivisie / Dutch Basketball League | Eredivisie / Dutch Basketball League | Eredivisie / Dutch Basketball League | Eredivisie / Dutch Basketball League | Eredivisie / Dutch Basketball League                                            | Eredivisie / Dutch Basketball League                                            | Eredivisie / Dutch Basketball League | Eredivisie / Dutch Basketball League | |
| Seizoen                              | Competitie                           | Competitie                           | Competitie                           | Competitie                           | Competitie                           | Competitie                           | Competitie                                                                      | Beker                                                                           | Supercup                             | Overig                               | |
| Seizoen                              | Niveau                               | Competitie                           | Regulier                             | Regulier                             | Regulier                             | Regulier                             | Play-offs                                                                       | Play-offs                                                                       | Supercup                             | Overig                               | |
| Seizoen                              | Niveau                               | Competitie                           | Pos.                                 | W                                    | L                                    | %                                    | Play-offs                                                                       | Play-offs                                                                       | Supercup                             | Overig                               | |
| ------------------------------------ | ------------------------------------ | ------------------------------------ | ------------------------------------ | ------------------------------------ | ------------------------------------ | ------------------------------------ | ------------------------------------------------------------------------------- | ------------------------------------------------------------------------------- | ------------------------------------ | ------------------------------------ | --- |
| 1995/96                              | 1                                    | Eredivisie                           | 8                                    | 8                                    | 12                                   | 40,0                                 | KF: V America Today Den Bosch 0–2                                               | KF: V America Today Den Bosch 0–2                                               |                                      | Niet gehouden                        | Cees Lubbers/The Hammers treedt toe tot de Eredivisie basketbal |
| 1996/97                              | 1                                    | Eredivisie                           | 7                                    | 11                                   | 11                                   | 50,0                                 | KF: V RGZ/Donar 0–2                                                             | KF: V RGZ/Donar 0–2                                                             |                                      | Niet gehouden                        | Naamsverandering naar Landstede Hammers |
| 1997/98                              | 1                                    | Eredivisie                           | 7                                    | 7                                    | 15                                   | 31,8                                 | KF: V Ricoh Astronauts 0–2                                                      | KF: V Ricoh Astronauts 0–2                                                      | Kwartfinale                          | Niet gehouden                        | |
| 1998/99                              | 1                                    | Eredivisie                           | 8                                    | 12                                   | 10                                   | 54,5                                 | KF: V Libertel Dolphins Den Bosch 2–3                                           | KF: V Libertel Dolphins Den Bosch 2–3                                           |                                      | Niet gehouden                        | |
| 1999/00                              | 1                                    | Eredivisie                           | 4                                    | 14                                   | 8                                    | 63,6                                 | KF: W BS Weert 2–0 HF: V Ricoh Astronauts 0–3                                   | KF: W BS Weert 2–0 HF: V Ricoh Astronauts 0–3                                   | Halve finale                         | Niet gehouden                        | Naamsverandering naar Landstede Basketbal |
| 2000/01                              | 1                                    | Eredivisie                           | 11                                   | 6                                    | 26                                   | 18,8                                 |                                                                                 |                                                                                 |                                      | Niet gehouden                        | |
| 2001/02                              | 1                                    | Eredivisie                           | 5                                    | 15                                   | 13                                   | 53,6                                 | KF: W BC Omniworld Almere 2–1 HF: V EiffelTowers Nijmegen 0–3                   | KF: W BC Omniworld Almere 2–1 HF: V EiffelTowers Nijmegen 0–3                   |                                      | Niet gehouden                        | |
| 2002/03                              | 1                                    | Eredivisie                           | 8                                    | 12                                   | 12                                   | 50,0                                 | KF: V EiffelTowers Nijmegen 1–2                                                 | KF: V EiffelTowers Nijmegen 1–2                                                 | Vierde ronde                         | Niet gehouden                        | |
| 2003/04                              | 1                                    | Eredivisie                           | 5                                    | 17                                   | 19                                   | 47,2                                 | KF: V Tulip Den Bosch 0–2                                                       | KF: V Tulip Den Bosch 0–2                                                       | Kwartfinale                          | Niet gehouden                        | |
| 2004/05                              | 1                                    | Eredivisie                           | 2                                    | 18                                   | 12                                   | 60,0                                 | KF: W Tulip Den Bosch 2–1 HF: W Myleasecar Giants 3–2 F: V Demon Astronauts 0–4 | KF: W Tulip Den Bosch 2–1 HF: W Myleasecar Giants 3–2 F: V Demon Astronauts 0–4 | Finalist                             | Niet gehouden                        | |
| 2005/06                              | 1                                    | Eredivisie                           | 8                                    | 15                                   | 11                                   | 57,7                                 | KF: V Rotterdam Basketbal 0–2                                                   | KF: V Rotterdam Basketbal 0–2                                                   | Halve finale                         | Niet gehouden                        | |
| 2006/07                              | 1                                    | Eredivisie                           | 10                                   | 14                                   | 26                                   |                                      |                                                                                 |                                                                                 | Vierde ronde                         | Niet gehouden                        | 35,0 |
| 2007/08                              | 1                                    | Eredivisie                           | 7                                    | 18                                   | 22                                   | 45,0                                 | KF: V EiffelTowers Den Bosch 0–2                                                | KF: V EiffelTowers Den Bosch 0–2                                                | Vierde ronde                         | Niet gehouden                        | |
| 2008/09                              | 1                                    | Eredivisie                           | 9                                    | 13                                   | 27                                   | 32,5                                 |                                                                                 |                                                                                 | Vierde ronde                         | Niet gehouden                        | |
| 2009/10                              | 1                                    | Eredivisie                           | 9                                    | 5                                    | 31                                   | 13,9                                 |                                                                                 |                                                                                 | Vierde ronde                         | Niet gehouden                        | |
| 2010/11                              | 1                                    | Dutch Basketball League              | 9                                    | 10                                   | 26                                   | 27,8                                 |                                                                                 |                                                                                 | Vierde ronde                         | Niet gehouden                        | |
| 2011/12                              | 1                                    | Dutch Basketball League              | 5                                    | 12                                   | 16                                   | 42,9                                 | HF: V Zorg en Zekerheid Leiden 1–3                                              | HF: V Zorg en Zekerheid Leiden 1–3                                              | Halve finale                         | Geen deelname                        | |
| 2012/13                              | 1                                    | Dutch Basketball League              | 5                                    | 19                                   | 17                                   | 52,8                                 | KF: V Aris Leeuwarden 0–3                                                       | KF: V Aris Leeuwarden 0–3                                                       | Finalist                             | Geen deelname                        | |
| 2013/14                              | 1                                    | Dutch Basketball League              | 5                                    | 22                                   | 14                                   | 61,1                                 | KF: V Zorg en Zekerheid Leiden 1–2                                              | KF: V Zorg en Zekerheid Leiden 1–2                                              | Kwartfinale                          | Geen deelname                        | |
| 2014/15                              | 1                                    | Dutch Basketball League              | 4                                    | 20                                   | 8                                    | 71,4                                 | KF: W Challenge Sports Rotterdam 2–0 HF: V SPM Shoeters Den Bosch 3–4           | KF: W Challenge Sports Rotterdam 2–0 HF: V SPM Shoeters Den Bosch 3–4           | Halve finale                         | Geen deelname                        | |
| 2015/16                              | 1                                    | Dutch Basketball League              | 1                                    | 22                                   | 6                                    | 78,6                                 | KF: bye HF: W SPM Shoeters Den Bosch 4–2 F: V Donar 1–4                         | KF: bye HF: W SPM Shoeters Den Bosch 4–2 F: V Donar 1–4                         | Halve finale                         | Geen deelname                        | |
| 2016/17                              | 1                                    | Dutch Basketball League              | 2                                    | 20                                   | 8                                    | 71,4                                 | KF: bye HF: W Zorg en Zekerheid Leiden 4–3 F: V Donar 1–4                       | KF: bye HF: W Zorg en Zekerheid Leiden 4–3 F: V Donar 1–4                       | Finalist                             | Geen deelname                        | |
| 2017/18                              | 1                                    | Dutch Basketball League              | 2                                    | 24                                   | 8                                    | 75,0                                 | KF: bye HF: V Zorg en Zekerheid Leiden 0–4                                      | KF: bye HF: V Zorg en Zekerheid Leiden 0–4                                      | Halve finale                         | Winnaar                              | |
| 2018/19                              | 1                                    | Dutch Basketball League              | 2                                    | 28                                   | 6                                    | 82,4                                 | KF: W Aris Leeuwarden 2–0 HF: W New Heroes Den Bosch 3–1 F: W Donar 4–2         | KF: W Aris Leeuwarden 2–0 HF: W New Heroes Den Bosch 3–1 F: W Donar 4–2         | Finalist                             | Geen deelname                        | |
| 2019/20                              | 1                                    | Dutch Basketball League              | 1                                    | 17                                   | 3                                    | 85,0                                 |                                                                                 |                                                                                 | Halve finale                         | Winnaar                              | Naamsverandering naar Landstede Hammers Door de coronacrisis is competitie niet afgemaakt. De tussenstand na 20 speelrondes werd de eindstand, er werd geen landskampioen aangewezen |
| 2020/21                              | 1                                    | Dutch Basketball League              | 4                                    | 13                                   | 8                                    | 61,9                                 | KF: W Feyenoord Basketbal 180–156 HF: V Zorg en Zekerheid Leiden 1–2            | KF: W Feyenoord Basketbal 180–156 HF: V Zorg en Zekerheid Leiden 1–2            | Halve finale                         | Geen deelname                        | |
| BNXT League                          |                                      |                                      |                                      |                                      |                                      |                                      |                                                                                 |                                                                                 |                                      |                                      | |
| Seizoen                              | Competitie                           | Competitie                           | Competitie                           | Competitie                           | Competitie                           | Competitie                           | Competitie                                                                      | Beker                                                                           | Supercup                             | Overig                               | |
| Seizoen                              | Niveau                               | Competitie                           | Regulier                             | Regulier                             | Regulier                             | Play-offs                            | Play-offs                                                                       | Beker                                                                           | Supercup                             | Overig                               | |
| Seizoen                              | Niveau                               | Competitie                           | Pos.                                 | W                                    | L                                    | NL                                   | BNXT                                                                            | Beker                                                                           | Supercup                             | Overig                               | |
| 2021/22                              | 1                                    | BNXT League                          | 9                                    | 14                                   | 16                                   | 46,7                                 | KF: W Feyenoord Basketbal 2–0 HF: V Zorg en Zekerheid Leiden 0–3                | 1R: bye 2R: bye 3R: V Antwerp Giants 183–118                                    | Kwartfinale                          | Geen deelname                        | |
| 2022/23                              | 1                                    | BNXT League                          | 7                                    | 14                                   | 16                                   | 46,7                                 | KF: V Aris Leeuwarden 1–2                                                       | 1R: bye 2R: V Liège Basket 186–179                                              | Finalist                             | Geen deelname                        | |
| 2023/24                              | 1                                    | BNXT League                          | 8                                    | 12                                   | 14                                   | 46,2                                 | KF: W LWD Basket 2–0 HF: V Zorg en Zekerheid Leiden 0–3                         | KF: W LWD Basket 2–0 HF: V Zorg en Zekerheid Leiden 0–3                         | Finalist                             | Finalist                             | |
| 2024/25                              | 1                                    | BNXT League                          | 16                                   | 12                                   | 24                                   | 33,3                                 | KF: V Zorg en Zekerheid Leiden 0–2                                              | KF: V Zorg en Zekerheid Leiden 0–2                                              | Kwartfinale                          | Geen deelname                        | |
| 2025/26                              | 1                                    | BNXT League                          |                                      |                                      |                                      |                                      |                                                                                 |                                                                                 |                                      | Geen deelname                        | |

### In Europa
| Seizoen | Niveau | Competitie      | Ronde        | Tegenstander     | Thuis | Uit    |
| ------- | ------ | --------------- | ------------ | ---------------- | ----- | ------ |
| 2000/01 | 3      | Korać Cup       | Eerste ronde | CAB Madeira      | 67–68 | 84–74  |
| 2019/20 | 4      | FIBA Europe Cup | Groepsfase   | Ironi Nes Ziona  | 88–94 | 92–90  |
| 2019/20 | 4      | FIBA Europe Cup | Groepsfase   | Kapfenberg Bulls | 89–64 | 67–100 |
| 2019/20 | 4      | FIBA Europe Cup | Groepsfase   | Keravnos         | 87–82 | 88–85  |
| 2019/20 | 4      | FIBA Europe Cup | Tweede ronde | Egis Körmend     | 90–94 | 87–80  |
| 2019/20 | 4      | FIBA Europe Cup | Tweede ronde | Kyiv Basket      | 68–77 | 89–76  |
| 2019/20 | 4      | FIBA Europe Cup | Tweede ronde | Ventspils        | 87–89 | 111–74 |

### "Retired numbers"
- #7 – / Nigel van Oostrum[4]
- #42 –  Noah Dahlman[5]

### Bekende (oud-)spelers
- Arno Bunnig (2004–2013)
- / Alexandre de Sa (2000–2011)
- Rein van der Kamp (2001–2005 en 2010–2011)
- J.T. Tiller (2013–2015)
- Leon Williams (2012–2015)
- / Nigel van Oostrum (2016–2022)
- Noah Dahlman (2017–2022)

### Coaches
- 1996–2000:  Marco van den Berg
- 000002000:  Peter Krüsmann
- 2000–2009:  Herman van den Belt
- 2009–2010:  Marten Scheepstra en  Adriaan van Bergen
- 2010–2023:  Herman van den Belt
- 000002023:  Mark van Schutterhoef (a.i.)
- 2023–2024:  Jean-Marc Jaumin
- 2024–heden:  Gaëlle Bouzin

### Voorzitters
- 000001996:  Martien Jonker
- 1996–1999:  Cees Lubbers
- 1999–2001:  Gijs Langevoort
- 2001–2007:  Hans Bolt
- 2007–2009:  Jaap Hagedoorn
- 2009–2017:  Hajo Bijleveld
- 2017–2019:  Thomas van der Staak
- 2019–heden:  Gerrard Vinke